# جورج دبليو. مورس
جورج دبليو. مورس هو سياسي أمريكي، ولد في أبريل 1830 في برونزويك في الولايات المتحدة، وتوفي في 23 ديسمبر 1915 في أوك هاربور في الولايات المتحدة. نشط حزبياً في الحزب الجمهوري. وقد انتخب عضو مجلس نواب واشنطن ‏.